# Pamphorichthys
Pamphorichthys és un gènere de peixos de la família dels pecílids i de l'ordre dels ciprinodontiformes.

## Taxonomia
- Pamphorichthys araguaiensis (Costa, 1991)
- Pamphorichthys hasemani (Henn, 1916)
- Pamphorichthys hollandi (Henn, 1916)
- Pamphorichthys minor (Garman, 1895)
- Pamphorichthys scalpridens (Garman, 1895)[1][2][3][4][5]